# Maniema Fantastique
Maniema Fantastique is een Burundese voetbalclub uit de hoofdstad Bujumbura. Ze spelen in de Premier League, de hoogste voetbaldivisie van Burundi.